# Kelly Riber Rasmussen
Kelly Terry Riber Rasmussen (née le 28 janvier 1994) est une nageuse danoise. Double championne d'Europe en petit bassin à Chartres en 2012 et Herning en 2013 au relais 4 × 50 mètres nage libre. Elle est aussi médaillée de bronze aux mondiaux en petit bassin lors du relais 4 × 100 mètres nage libre.

## Palmarès

### Championnats du monde

#### Petit bassin
- Mondiaux 2012 à Istanbul ( Turquie) :
  -  Médaille de bronze au relais 4 × 100 mètres nage libre

### Championnats d'Europe

#### Petit bassin
- Chartres 2012 : 
  -  Médaille d'or au relais 4 × 50 mètres nage libre
- Herning 2013 : 
  -  Médaille d'or au relais 4 × 50 mètres nage libre